# 1407
Portal Geschichte | Portal Biografien | Aktuelle Ereignisse | Jahreskalender | Tagesartikel

◄ |
14. Jahrhundert |
15. Jahrhundert
| 16. Jahrhundert | ►

◄ |
1370er |
1380er |
1390er |
1400er
| 1410er | 1420er | 1430er | ►

◄◄ |
◄ |
1403 |
1404 |
1405 |
1406 |
1407
| 1408 | 1409 | 1410 | 1411 | ► | ►►
Staatsoberhäupter  · Nekrolog   · Musikjahr
| Januar | Januar | Januar | Januar | Januar | Januar | Januar | Januar |
| Kw     | Mo     | Di     | Mi     | Do     | Fr     | Sa     | So     |
| ------ | ------ | ------ | ------ | ------ | ------ | ------ | ------ |
| 52     |        |        |        |        |        | 1      | 2      |
| 1      | 3      | 4      | 5      | 6      | 7      | 8      | 9      |
| 2      | 10     | 11     | 12     | 13     | 14     | 15     | 16     |
| 3      | 17     | 18     | 19     | 20     | 21     | 22     | 23     |
| 4      | 24     | 25     | 26     | 27     | 28     | 29     | 30     |
| 5      | 31     |        |        |        |        |        |        |

| Februar | Februar | Februar | Februar | Februar | Februar | Februar | Februar |
| Kw      | Mo      | Di      | Mi      | Do      | Fr      | Sa      | So      |
| ------- | ------- | ------- | ------- | ------- | ------- | ------- | ------- |
| 5       |         | 1       | 2       | 3       | 4       | 5       | 6       |
| 6       | 7       | 8       | 9       | 10      | 11      | 12      | 13      |
| 7       | 14      | 15      | 16      | 17      | 18      | 19      | 20      |
| 8       | 21      | 22      | 23      | 24      | 25      | 26      | 27      |
| 9       | 28      |         |         |         |         |         |         |

| März | März | März | März | März | März | März | März |
| Kw   | Mo   | Di   | Mi   | Do   | Fr   | Sa   | So   |
| ---- | ---- | ---- | ---- | ---- | ---- | ---- | ---- |
| 9    |      | 1    | 2    | 3    | 4    | 5    | 6    |
| 10   | 7    | 8    | 9    | 10   | 11   | 12   | 13   |
| 11   | 14   | 15   | 16   | 17   | 18   | 19   | 20   |
| 12   | 21   | 22   | 23   | 24   | 25   | 26   | 27   |
| 13   | 28   | 29   | 30   | 31   |      |      |      |

| April | April | April | April | April | April | April | April |
| Kw    | Mo    | Di    | Mi    | Do    | Fr    | Sa    | So    |
| ----- | ----- | ----- | ----- | ----- | ----- | ----- | ----- |
| 13    |       |       |       |       | 1     | 2     | 3     |
| 14    | 4     | 5     | 6     | 7     | 8     | 9     | 10    |
| 15    | 11    | 12    | 13    | 14    | 15    | 16    | 17    |
| 16    | 18    | 19    | 20    | 21    | 22    | 23    | 24    |
| 17    | 25    | 26    | 27    | 28    | 29    | 30    |       |

| Mai | Mai | Mai | Mai | Mai | Mai | Mai | Mai |
| Kw  | Mo  | Di  | Mi  | Do  | Fr  | Sa  | So  |
| --- | --- | --- | --- | --- | --- | --- | --- |
| 17  |     |     |     |     |     |     | 1   |
| 18  | 2   | 3   | 4   | 5   | 6   | 7   | 8   |
| 19  | 9   | 10  | 11  | 12  | 13  | 14  | 15  |
| 20  | 16  | 17  | 18  | 19  | 20  | 21  | 22  |
| 21  | 23  | 24  | 25  | 26  | 27  | 28  | 29  |
| 22  | 30  | 31  |     |     |     |     |     |

| Juni | Juni | Juni | Juni | Juni | Juni | Juni | Juni |
| Kw   | Mo   | Di   | Mi   | Do   | Fr   | Sa   | So   |
| ---- | ---- | ---- | ---- | ---- | ---- | ---- | ---- |
| 22   |      |      | 1    | 2    | 3    | 4    | 5    |
| 23   | 6    | 7    | 8    | 9    | 10   | 11   | 12   |
| 24   | 13   | 14   | 15   | 16   | 17   | 18   | 19   |
| 25   | 20   | 21   | 22   | 23   | 24   | 25   | 26   |
| 26   | 27   | 28   | 29   | 30   |      |      |      |

| Juli | Juli | Juli | Juli | Juli | Juli | Juli | Juli |
| Kw   | Mo   | Di   | Mi   | Do   | Fr   | Sa   | So   |
| ---- | ---- | ---- | ---- | ---- | ---- | ---- | ---- |
| 26   |      |      |      |      | 1    | 2    | 3    |
| 27   | 4    | 5    | 6    | 7    | 8    | 9    | 10   |
| 28   | 11   | 12   | 13   | 14   | 15   | 16   | 17   |
| 29   | 18   | 19   | 20   | 21   | 22   | 23   | 24   |
| 30   | 25   | 26   | 27   | 28   | 29   | 30   | 31   |

| August | August | August | August | August | August | August | August |
| Kw     | Mo     | Di     | Mi     | Do     | Fr     | Sa     | So     |
| ------ | ------ | ------ | ------ | ------ | ------ | ------ | ------ |
| 31     | 1      | 2      | 3      | 4      | 5      | 6      | 7      |
| 32     | 8      | 9      | 10     | 11     | 12     | 13     | 14     |
| 33     | 15     | 16     | 17     | 18     | 19     | 20     | 21     |
| 34     | 22     | 23     | 24     | 25     | 26     | 27     | 28     |
| 35     | 29     | 30     | 31     |        |        |        |        |

| September | September | September | September | September | September | September | September |
| Kw        | Mo        | Di        | Mi        | Do        | Fr        | Sa        | So        |
| --------- | --------- | --------- | --------- | --------- | --------- | --------- | --------- |
| 35        |           |           |           | 1         | 2         | 3         | 4         |
| 36        | 5         | 6         | 7         | 8         | 9         | 10        | 11        |
| 37        | 12        | 13        | 14        | 15        | 16        | 17        | 18        |
| 38        | 19        | 20        | 21        | 22        | 23        | 24        | 25        |
| 39        | 26        | 27        | 28        | 29        | 30        |           |           |

| Oktober | Oktober | Oktober | Oktober | Oktober | Oktober | Oktober | Oktober |
| Kw      | Mo      | Di      | Mi      | Do      | Fr      | Sa      | So      |
| ------- | ------- | ------- | ------- | ------- | ------- | ------- | ------- |
| 39      |         |         |         |         |         | 1       | 2       |
| 40      | 3       | 4       | 5       | 6       | 7       | 8       | 9       |
| 41      | 10      | 11      | 12      | 13      | 14      | 15      | 16      |
| 42      | 17      | 18      | 19      | 20      | 21      | 22      | 23      |
| 43      | 24      | 25      | 26      | 27      | 28      | 29      | 30      |
| 44      | 31      |         |         |         |         |         |         |

| November | November | November | November | November | November | November | November |
| Kw       | Mo       | Di       | Mi       | Do       | Fr       | Sa       | So       |
| -------- | -------- | -------- | -------- | -------- | -------- | -------- | -------- |
| 44       |          | 1        | 2        | 3        | 4        | 5        | 6        |
| 45       | 7        | 8        | 9        | 10       | 11       | 12       | 13       |
| 46       | 14       | 15       | 16       | 17       | 18       | 19       | 20       |
| 47       | 21       | 22       | 23       | 24       | 25       | 26       | 27       |
| 48       | 28       | 29       | 30       |          |          |          |          |

| Dezember | Dezember | Dezember | Dezember | Dezember | Dezember | Dezember | Dezember |
| Kw       | Mo       | Di       | Mi       | Do       | Fr       | Sa       | So       |
| -------- | -------- | -------- | -------- | -------- | -------- | -------- | -------- |
| 48       |          |          |          | 1        | 2        | 3        | 4        |
| 49       | 5        | 6        | 7        | 8        | 9        | 10       | 11       |
| 50       | 12       | 13       | 14       | 15       | 16       | 17       | 18       |
| 51       | 19       | 20       | 21       | 22       | 23       | 24       | 25       |
| 52       | 26       | 27       | 28       | 29       | 30       | 31       |          |

| Januar | Januar | Januar | Januar | Januar | Januar | Januar | Januar |
| Kw     | Mo     | Di     | Mi     | Do     | Fr     | Sa     | So     |
| ------ | ------ | ------ | ------ | ------ | ------ | ------ | ------ |
| 52     |        |        |        |        |        | 1      | 2      |
| 1      | 3      | 4      | 5      | 6      | 7      | 8      | 9      |
| 2      | 10     | 11     | 12     | 13     | 14     | 15     | 16     |
| 3      | 17     | 18     | 19     | 20     | 21     | 22     | 23     |
| 4      | 24     | 25     | 26     | 27     | 28     | 29     | 30     |
| 5      | 31     |        |        |        |        |        |        |

| Februar | Februar | Februar | Februar | Februar | Februar | Februar | Februar |
| Kw      | Mo      | Di      | Mi      | Do      | Fr      | Sa      | So      |
| ------- | ------- | ------- | ------- | ------- | ------- | ------- | ------- |
| 5       |         | 1       | 2       | 3       | 4       | 5       | 6       |
| 6       | 7       | 8       | 9       | 10      | 11      | 12      | 13      |
| 7       | 14      | 15      | 16      | 17      | 18      | 19      | 20      |
| 8       | 21      | 22      | 23      | 24      | 25      | 26      | 27      |
| 9       | 28      |         |         |         |         |         |         |

| März | März | März | März | März | März | März | März |
| Kw   | Mo   | Di   | Mi   | Do   | Fr   | Sa   | So   |
| ---- | ---- | ---- | ---- | ---- | ---- | ---- | ---- |
| 9    |      | 1    | 2    | 3    | 4    | 5    | 6    |
| 10   | 7    | 8    | 9    | 10   | 11   | 12   | 13   |
| 11   | 14   | 15   | 16   | 17   | 18   | 19   | 20   |
| 12   | 21   | 22   | 23   | 24   | 25   | 26   | 27   |
| 13   | 28   | 29   | 30   | 31   |      |      |      |

| April | April | April | April | April | April | April | April |
| Kw    | Mo    | Di    | Mi    | Do    | Fr    | Sa    | So    |
| ----- | ----- | ----- | ----- | ----- | ----- | ----- | ----- |
| 13    |       |       |       |       | 1     | 2     | 3     |
| 14    | 4     | 5     | 6     | 7     | 8     | 9     | 10    |
| 15    | 11    | 12    | 13    | 14    | 15    | 16    | 17    |
| 16    | 18    | 19    | 20    | 21    | 22    | 23    | 24    |
| 17    | 25    | 26    | 27    | 28    | 29    | 30    |       |

| Mai | Mai | Mai | Mai | Mai | Mai | Mai | Mai |
| Kw  | Mo  | Di  | Mi  | Do  | Fr  | Sa  | So  |
| --- | --- | --- | --- | --- | --- | --- | --- |
| 17  |     |     |     |     |     |     | 1   |
| 18  | 2   | 3   | 4   | 5   | 6   | 7   | 8   |
| 19  | 9   | 10  | 11  | 12  | 13  | 14  | 15  |
| 20  | 16  | 17  | 18  | 19  | 20  | 21  | 22  |
| 21  | 23  | 24  | 25  | 26  | 27  | 28  | 29  |
| 22  | 30  | 31  |     |     |     |     |     |

| Juni | Juni | Juni | Juni | Juni | Juni | Juni | Juni |
| Kw   | Mo   | Di   | Mi   | Do   | Fr   | Sa   | So   |
| ---- | ---- | ---- | ---- | ---- | ---- | ---- | ---- |
| 22   |      |      | 1    | 2    | 3    | 4    | 5    |
| 23   | 6    | 7    | 8    | 9    | 10   | 11   | 12   |
| 24   | 13   | 14   | 15   | 16   | 17   | 18   | 19   |
| 25   | 20   | 21   | 22   | 23   | 24   | 25   | 26   |
| 26   | 27   | 28   | 29   | 30   |      |      |      |

| Juli | Juli | Juli | Juli | Juli | Juli | Juli | Juli |
| Kw   | Mo   | Di   | Mi   | Do   | Fr   | Sa   | So   |
| ---- | ---- | ---- | ---- | ---- | ---- | ---- | ---- |
| 26   |      |      |      |      | 1    | 2    | 3    |
| 27   | 4    | 5    | 6    | 7    | 8    | 9    | 10   |
| 28   | 11   | 12   | 13   | 14   | 15   | 16   | 17   |
| 29   | 18   | 19   | 20   | 21   | 22   | 23   | 24   |
| 30   | 25   | 26   | 27   | 28   | 29   | 30   | 31   |

| August | August | August | August | August | August | August | August |
| Kw     | Mo     | Di     | Mi     | Do     | Fr     | Sa     | So     |
| ------ | ------ | ------ | ------ | ------ | ------ | ------ | ------ |
| 31     | 1      | 2      | 3      | 4      | 5      | 6      | 7      |
| 32     | 8      | 9      | 10     | 11     | 12     | 13     | 14     |
| 33     | 15     | 16     | 17     | 18     | 19     | 20     | 21     |
| 34     | 22     | 23     | 24     | 25     | 26     | 27     | 28     |
| 35     | 29     | 30     | 31     |        |        |        |        |

| September | September | September | September | September | September | September | September |
| Kw        | Mo        | Di        | Mi        | Do        | Fr        | Sa        | So        |
| --------- | --------- | --------- | --------- | --------- | --------- | --------- | --------- |
| 35        |           |           |           | 1         | 2         | 3         | 4         |
| 36        | 5         | 6         | 7         | 8         | 9         | 10        | 11        |
| 37        | 12        | 13        | 14        | 15        | 16        | 17        | 18        |
| 38        | 19        | 20        | 21        | 22        | 23        | 24        | 25        |
| 39        | 26        | 27        | 28        | 29        | 30        |           |           |

| Oktober | Oktober | Oktober | Oktober | Oktober | Oktober | Oktober | Oktober |
| Kw      | Mo      | Di      | Mi      | Do      | Fr      | Sa      | So      |
| ------- | ------- | ------- | ------- | ------- | ------- | ------- | ------- |
| 39      |         |         |         |         |         | 1       | 2       |
| 40      | 3       | 4       | 5       | 6       | 7       | 8       | 9       |
| 41      | 10      | 11      | 12      | 13      | 14      | 15      | 16      |
| 42      | 17      | 18      | 19      | 20      | 21      | 22      | 23      |
| 43      | 24      | 25      | 26      | 27      | 28      | 29      | 30      |
| 44      | 31      |         |         |         |         |         |         |

| November | November | November | November | November | November | November | November |
| Kw       | Mo       | Di       | Mi       | Do       | Fr       | Sa       | So       |
| -------- | -------- | -------- | -------- | -------- | -------- | -------- | -------- |
| 44       |          | 1        | 2        | 3        | 4        | 5        | 6        |
| 45       | 7        | 8        | 9        | 10       | 11       | 12       | 13       |
| 46       | 14       | 15       | 16       | 17       | 18       | 19       | 20       |
| 47       | 21       | 22       | 23       | 24       | 25       | 26       | 27       |
| 48       | 28       | 29       | 30       |          |          |          |          |

| Dezember | Dezember | Dezember | Dezember | Dezember | Dezember | Dezember | Dezember |
| Kw       | Mo       | Di       | Mi       | Do       | Fr       | Sa       | So       |
| -------- | -------- | -------- | -------- | -------- | -------- | -------- | -------- |
| 48       |          |          |          | 1        | 2        | 3        | 4        |
| 49       | 5        | 6        | 7        | 8        | 9        | 10       | 11       |
| 50       | 12       | 13       | 14       | 15       | 16       | 17       | 18       |
| 51       | 19       | 20       | 21       | 22       | 23       | 24       | 25       |
| 52       | 26       | 27       | 28       | 29       | 30       | 31       |          |

## Ereignisse

### Politik und Weltgeschehen

#### Frankreich
Die Ermordung von Louis de Valois, duc d’Orléans nahe dem Hôtel Barbette in Paris durch Agenten von Herzog Johann Ohnefurcht von Burgund am 23. November löst einen langen innenpolitischen Konflikt in Frankreich aus, den Bürgerkrieg der Armagnacs und Bourguignons.

#### Süditalien

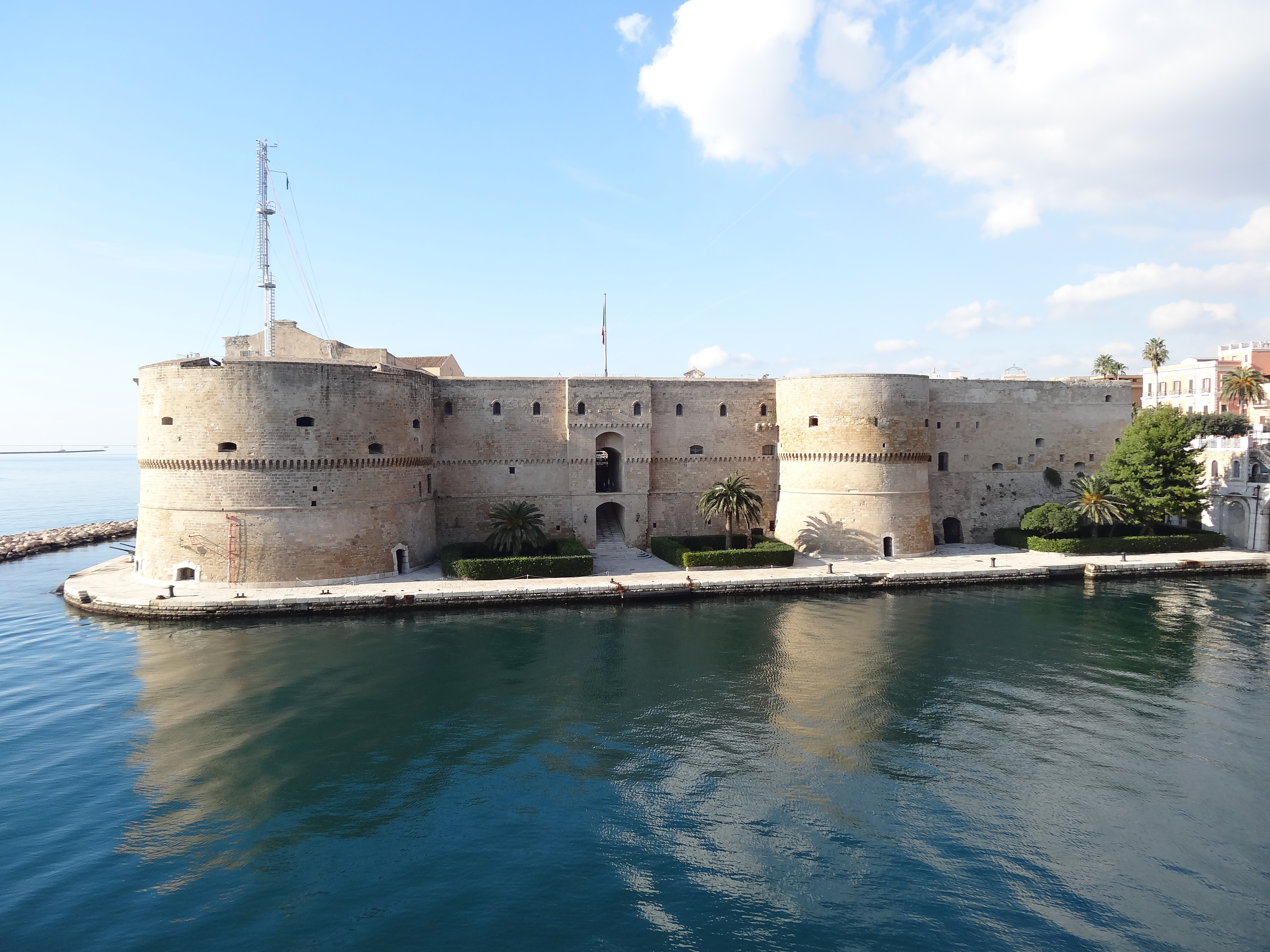
Das Castello Aragonese von Nordosten

Am 23. April heiratet Maria d’Enghien, Fürstin von Tarent, König Ladislaus von Neapel in der St. Leonardokapelle im Castello Aragonese in Tarent. In der Zeit davor sind Versuche des Königs, das Fürstentum Tarent mit Waffengewalt einzunehmen, gescheitert. Mit dieser Hochzeit erreicht er auf friedliche Weise sein Ziel.

#### Heiliges Römisches Reich

##### Reichsitalien und Tirol

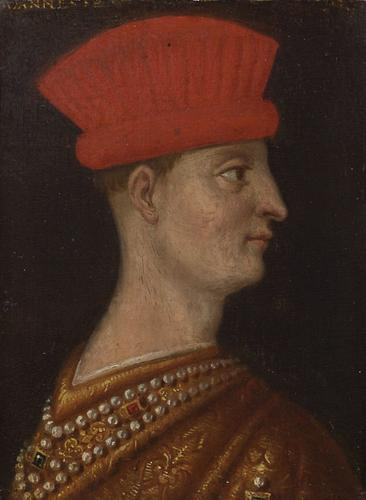
Gianfrancesco I. Gonzaga

- 8. März: Nach dem Tod von Francesco I. Gonzaga folgt ihm sein Sohn Gianfrancesco I. Gonzaga als Graf von Mantua.

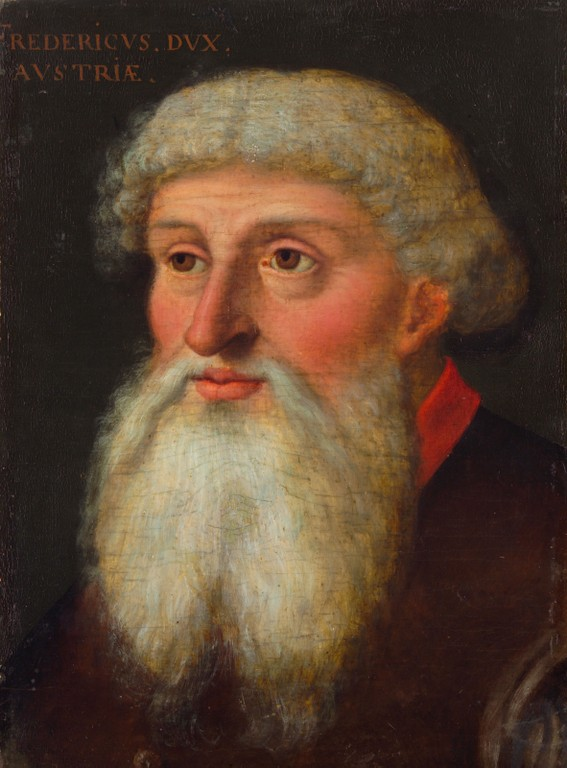
Herzog Friedrich IV. von Tirol

- 28. März: Heinrich VI. von Rottenburg, Landeshochmeister von Tirol, gründet am Ostermontag in Bozen gemeinsam mit 125 Adeligen den Falkenbund zum angeblichen Schutz gegen Appenzeller und Bayern. Der Adelsverband löst den Elefantenbund ab, der kurz zuvor nach nur einjährigem Bestehen aufgelöst worden ist, und ist in Wirklichkeit gegen den Tiroler Herzog Friedrich mit der leeren Tasche gerichtet. Außer den Adeligen sind auch, vertreten durch ihre Bürgermeister, zahlreiche Städte und Gemeinden Mitglieder des Bundes, so unter anderem Meran, Tramin, Trient, Nonsberg und Pergine.
- Die Stadtbevölkerung von Trient rebelliert unter Rodolfo Belenzani gegen den Fürstbischof Georg von Liechtenstein. Gleichzeitig kommt es zu Bauernaufständen am Nonsberg und in anderen Teilen des Hochstifts Trient, so dass sich Herzog Friedrich IV. von Tirol zum Eingreifen veranlasst sieht, sich gegen den Bischof wendet und ihn aus Trient vertreibt.

##### Appenzellerkriege
- 22. September: Verbände der Appenzeller und Feldkircher beginnen während des Appenzellerkrieges mit der Belagerung der Stadt Bregenz sowie der Burg auf dem Gebhardsberg, sind jedoch nicht in der Lage, die Stadtmauern zu brechen. Wegen des strengen Winters zeigt der Bund ob dem See bald Auflösungserscheinungen.
- Die mit den Appenzellern verbündeten Schwyzer beginnen sich von diesen zu entfremden.

##### Hansestädte

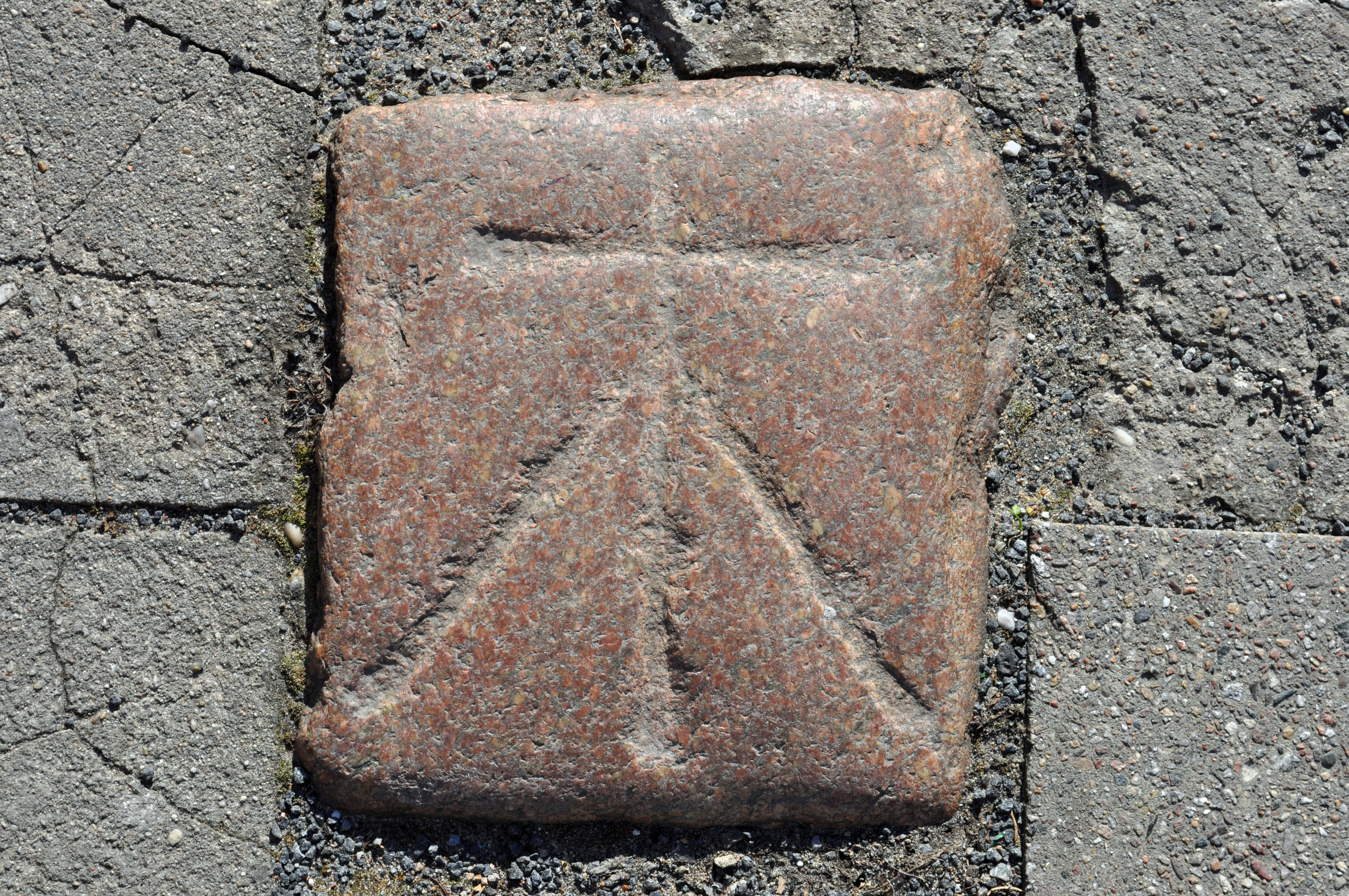
Ein Stein erinnert an die Hinrichtungsstätte am Neuen Markt

In Stralsund kommt es zur Priesterverbrennung zu Stralsund (Papenbrand thom Sunde): Nachdem die Bürger der Stadt Stralsund waren mit ihrem obersten Geistlichen, dem Kirchherren der St.-Nikolai-Kirche und der Propstei Tribsees, Cord Bonow, in Zwist geraten sind, plündert dieser am 6. Oktober an der Spitze eines Heeres von 400 Kriegern, die er aus seiner adligen Verwandtschaft rekrutiert hat, die Stralsunder Feldmark. Dabei wird nicht nur Vieh gestohlen, sondern auch gemordet und gebrandschatzt. Dieses Verhalten empört die Stralsunder, zumal sie auch noch von einigen Geistlichen verhöhnt werden. Schon am nächsten Tag rebellieren die Stralsunder, ihnen voran die von den Morden am meisten betroffenen Angehörigen des Gewerkes der Träger und bringen die Geistlichen gefesselt vor den Richter in der Neustadt. Die Gefangenen werden von der Menge in ein Haus getrieben, welches von ihnen in Brand gesteckt werden soll. Dies kann nur durch den Hinweis auf drohende Gefährdung auch für die benachbarten Häuser vom Rat verhindert werden. Daraufhin werden drei Geistliche, der Kaplan von St. Nikolai, der Pfarrer von St. Marien und der Pfarrer von St. Jakobi, aus der Menge an Geistlichen ausgesondert und auf dem Neuen Markt auf einem Scheiterhaufen verbrannt. Bischof Rudolf von Mecklenburg-Stargard verkündet daraufhin den Bann gegen Bürgermeister, Rat der Stadt und alle Stralsunder Einwohner. Alle geistlichen Handlungen in Stralsund werden durch ein Interdikt untersagt. Papst Gregor XII. hebt den Bann schließlich auf Bitten der Bürger auf, nachdem diese ein Sühnekreuz am Ort der Verbrennung sowie eine Kapelle errichtet haben.
Hamburger Truppen zerstören die Beningaburg in Pilsum, weil der dortige Häuptling Affo Beninga freundschaftliche Kontakte zu den Vitalienbrüdern unter Klaus Störtebeker unterhielt.

##### Markgrafschaft Meißen
- 9. Februar: Nach dem kinderlosen Tod Wilhelms I. regieren seine Neffen Wilhelm II., der Reiche, Friedrich der Streitbare und Friedrich der Friedfertige die Markgrafschaft Meißen vorläufig gemeinsam.

#### Deutscher Orden

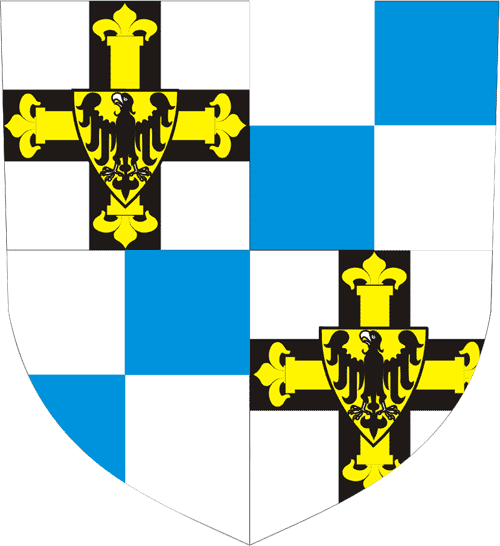
Hochmeisterwappen Ulrichs von Jungingen

- 30. März: Konrad von Jungingen, Hochmeister des Deutschen Ordens, der sich in zunehmendem Konflikt mit dem benachbarten Polen-Litauen befindet, stirbt überraschend in Marienburg im Deutschordensstaat. Am 26. Juni wählt das Ordenskapitel einstimmig Konrads Bruder Ulrich von Jungingen zum 26. Hochmeister. Bei der Wahl fehlen Repräsentanten aus dem Reich, wie der Deutschmeister Konrad von Egloffstein, sowie einige Vertreter des Livländischen Ordenszweiges aufgrund kriegerischer Auseinandersetzungen mit der russischen Adelsrepublik von Pskow. Der neue Hochmeister intensiviert die Rüstungsanstrengungen des ohnehin militärisch schlagkräftigen Ordensstaates erheblich.

#### Byzantinisches Reich

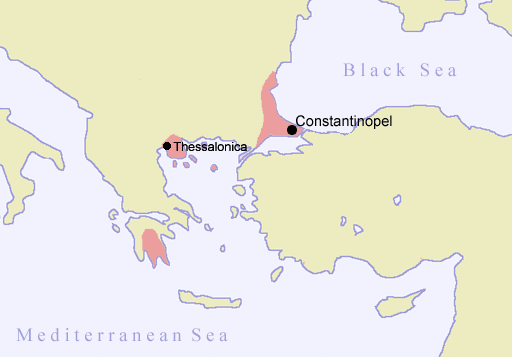
Das Byzantinische Reich Anfang des 15. Jh., mit dem Despotat Morea im Süden des Peloponnes

- 24. Juni: Nach dem Tod des kinderlosen Theodor I. setzt dessen Bruder, der byzantinische Kaiser Manuel II., seinen zehnjährigen Sohn Theodor II. als Despoten von Morea ein.

#### Urkundliche Ersterwähnungen
- Die Orte Fockenhausen, Frohnhausen, Paimar, Wangenried, Winterhagen und Wüste werden erstmals urkundlich erwähnt.

### Wirtschaft

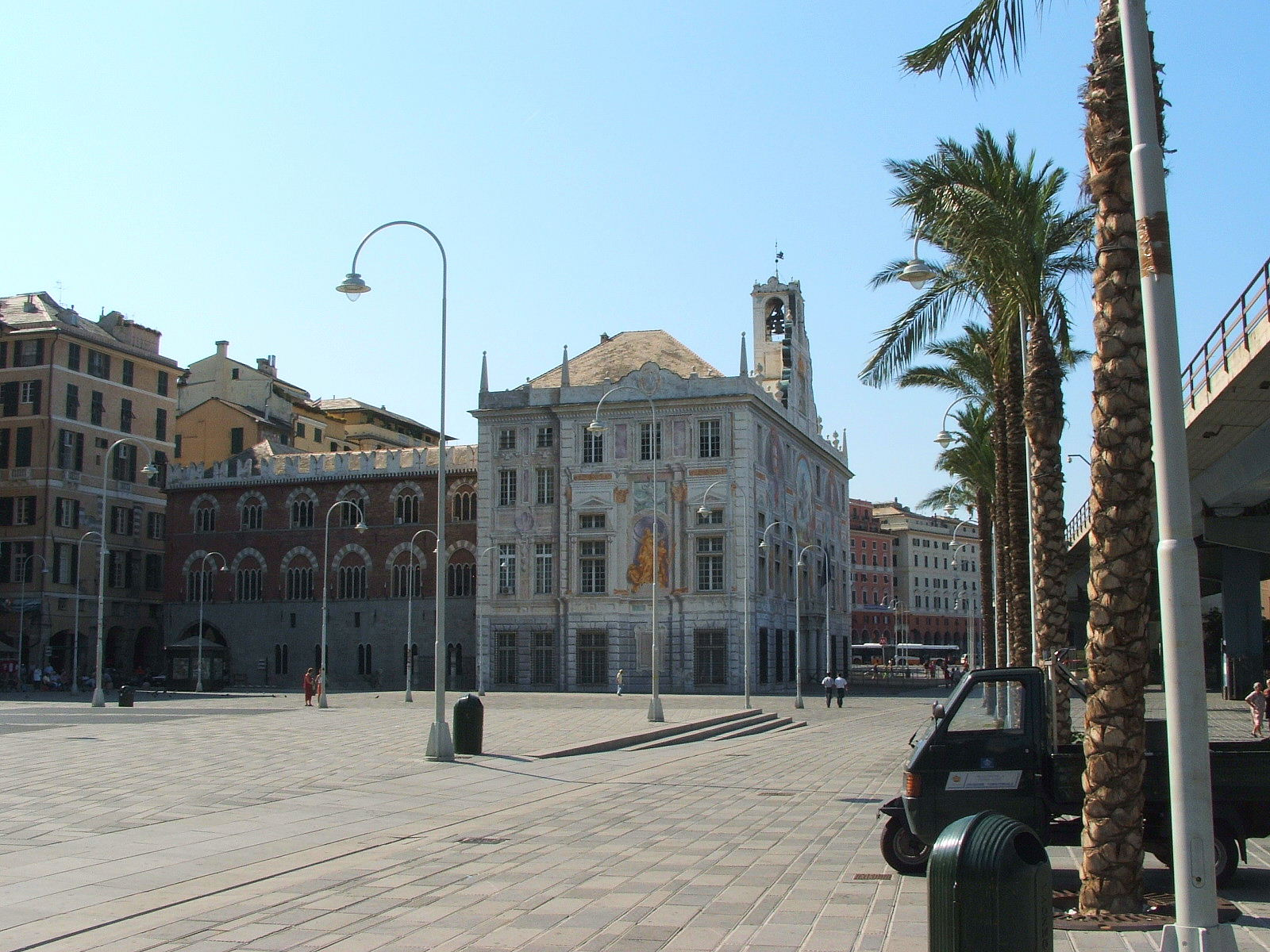
Palazzo San Giorgio

- In der Seerepublik Genua wird das Finanzinstitut Banco di San Giorgio gegründet. Es wird in späteren Jahren zahlreiche der Genueser Kolonien führen. Sitz des Instituts ist der Palazzo San Giorgio.
- um 1407: Die Company of Merchant Adventurers of England wird gegründet, eine der weltweit ersten privilegierten Handelskompanien.

### Religion
- Gabriele Condulmer, der spätere Papst Eugen IV., wird Bischof von Siena.
- Die Kapelle St. Adolari an der nördlichen Seespitze des Pillersees wird errichtet.
- Vom Kloster La Oliva aus wird in Navarra das Kloster Marcilla errichtet.

## Geboren

### Geburtsdatum gesichert
- 15. März: Jakob I., Markgraf von Baden († 1453)
- 18. August: Alain IV. de Coëtivy, bretonischer Prälat, Bischof von Avignon († 1474)
- 27. August: Ashikaga Yoshikazu, japanischer Shōgun († 1425)
- 07. September: Heinrich IV. von Bubenberg, Schultheiss von Bern und Freiherr zu Spiez († 1464)
- 21. September: Leonello d’Este, Markgraf von Ferrara († 1450)

### Genaues Geburtsdatum unbekannt
- Agnes, Herzogin von Burgund († 1476)
- Magdalena Beutler, deutsche katholische Mystikerin († 1458)
- Demetrios Palaiologos, Despot von Morea, Herrscher von Lemnos, Herrscher von Mesembria und Herrscher von Thasos  († 1470)
- Katharina von Lothringen, Markgräfin von Baden († 1439)
- Ocko II. tom Brok, ostfriesischer Häuptling († 1435)

### Geboren um 1407
- Alessandra Macinghi, italienische Schriftstellerin († 1471)

## Gestorben

### Todesdatum gesichert
- 31. Januar: Ingeburg von Oldenburg, Äbtissin im Stift Freckenhorst
- 03. Februar: Arnold von Sparneck, Domherr in Bamberg und Würzburg
- 09. Februar: Wilhelm I., Markgraf von Meißen (* 1343)
- 08. März: Francesco I. Gonzaga, Graf von Mantua (* 1366)
- 21. März: Philipp VIII. von Falkenstein, hessischer Adeliger (* nach 1353)
- 30. März: Konrad von Jungingen, Hochmeister des Deutschen Ordens (* 1355/1360)
- 03. April: Ulman Stromer, deutscher Kaufmann (* 1329)
- 22. April: Olivier V. de Clisson, französischer Feudalherr und Militär, Connétable von Frankreich (* 1336)
- 30. April: Margarethe von Pommern, Herzogin von Österreich, Steiermark, Kärnten und Krain (* um 1366)
- 24. Juni: Theodor I., byzantinischer Despot von Morea (* 1355)
- 04. Juli: Heinrich von Solms, Dompropst im Bistum Münster
- 15. August: Robert Knolles, englischer Militär (* um 1325)
- 23. November: Louis de Valois, Herzog von Orléans, Graf von Angoulême, Sohn des französischen Königs Karl V. (* 1372)

### Genaues Todesdatum unbekannt
- Enno Haytatisna, Häuptling zu Larrelt
- Rainier II., französischer Adeliger, Herr von Monaco (* 1350)